# Boris Vukčević
Boris Vukčević (Osijek, 16 maart 1990) is een voormalig Kroatisch-Duits voetballer die werd geboren inOsijek. Hij speelde als middenvelder voor het Duitse TSG 1899 Hoffenheim.
Op vrijdag 28 september 2012 raakte hij betrokken bij een verkeersongeval. De op dat moment 22-jarige middenvelder werd met verwondingen aan zijn hoofd naar een ziekenhuis gebracht, waar hij kunstmatig in coma werd gehouden. Na zeven weken kwam Vukčević uit coma en sindsdien werkte hij stap voor stap aan zijn revalidatie. Uiteindelijk was de voormalig jeugdinternational toch gedwongen in 2014 zijn carrière voortijdig te beëindigen.

## Clubstatistieken
| Seizoen  | Club                   | Competitie       | Duels | Goals |
| -------- | ---------------------- | ---------------- | ----- | ----- |
| 2008-'09 | TSG 1899 Hoffenheim    | Bundesliga       | 1     | 0     |
| 2009-'10 | TSG 1899 Hoffenheim    | Bundesliga       | 28    | 2     |
| 2010-'11 | TSG 1899 Hoffenheim    | Bundesliga       | 26    | 2     |
| 2011-'12 | TSG 1899 Hoffenheim II | Regionalliga Süd | 4     | 1     |
| 2011-'12 | TSG 1899 Hoffenheim    | Bundesliga       | 18    | 2     |
| 2012-'13 | TSG 1899 Hoffenheim    | Bundesliga       | 5     | 1     |
| 2013-'14 | TSG 1899 Hoffenheim    | Bundesliga       | 0     | 0     |
| Totaal   | Totaal                 | Totaal           | 82    | 8     |